# Xã Brookville, Quận Redwood, Minnesota
Xã Brookville (tiếng Anh: Brookville Township) là một xã thuộc quận Redwood, tiểu bang Minnesota, Hoa Kỳ. Năm 2010, dân số của xã này là 224 người.